# Birkenspinner
Die Birkenspinner (Endromidae) sind eine Familie der Schmetterlinge (Lepidoptera). Sie umfasst bis jetzt nur eine Art, den Birkenspinner (Endromis versicolora), der auch in Mitteleuropa vorkommt. Manche Autoren ordnen die Gattung Dalailama, die in Tibet vorkommt, statt den Echten Spinnern (Bombycoidae) ebenfalls den Birkenspinnern zu. Das Verbreitungsgebiet der Familie ist die Paläarktis.

## Merkmale
Die Falter erreichen eine Flügelspannweite von 55 bis 92 Millimetern, die Männchen sind dabei deutlich kleiner als die Weibchen. Ihr Körper ist sehr plump, ähnlich dem von Glucken (Lasiocampidae) gebaut. Die Vorderflügel sind breit und werden nur ca. zweimal länger als breit. Die Hinterflügel sind in etwa gleich breit wie die Vorderflügel und stark abgerundet. Die bei beiden Geschlechtern doppelt gekämmten Fühler sind kurz und erreichen nur 30 bis 40 % der Vorderflügellänge. Die Maxillarpalpen sind stark zurückgebildet oder fehlen, wie der Saugrüssel. Die Labialpalpen, an denen man nur schwer eine Gliederung erkennen kann, sind zwar kurz aber gut entwickelt. 
Die Vorderflügel haben 12 oder 13 Flügeladern mit einer oder zwei Analadern (1b oder 1b und 1c), wobei es scheint, dass die Männchen im Gegensatz zu den Weibchen zwei Analadern haben. Die Hinterflügel haben 8 oder 9 Adern mit zwei Analadern (1a und 1b).

## Lebensweise
Die weiblichen Falter sind nachtaktiv. Die Männchen fliegen am Tag auf der Suche nach Weibchen, sie fliegen aber auch nachts Lichtquellen an. Sie leben nur kurz um sich fortzupflanzen, da sie keine Nahrung aufnehmen können. 
Die Raupen ernähren sich hauptsächlich von den Blättern von Birkengewächsen (Betulaceae), man findet sie aber auch an Lindengewächsen (Tilioideae) und Ulmengewächsen (Ulmaceae). Sie verpuppen sich in einem Kokon, der entweder am Boden oder in der Vegetation gesponnen wird.  